# Менорвілл (Пенсільванія)
Менорвілл (англ. Manorville) — місто (англ. borough) в США, в окрузі Армстронг штату Пенсільванія. Населення — 382 особи (2020).

## Географія
Менорвілл розташований за координатами 40°47′16″ пн. ш. 79°31′15″ зх. д. / 40.78778° пн. ш. 79.52083° зх. д. (40.787837, -79.520848).  За даними Бюро перепису населення США в 2010 році місто мало площу 0,31 км², з яких 0,26 км² — суходіл та 0,05 км² — водойми.

## Демографія
Згідно з переписом 2010 року, у селищі мешкало 410 осіб у 167 домогосподарствах у складі 110 родин. Густота населення становила 1323 особи/км².  Було 183 помешкання (591/км²).
Расовий склад населення:
| - 98,8 % — білих - 0,5 % — чорних або афроамериканців - 0,5 % — азіатів |

До двох чи більше рас належало 0,0 %. Частка іспаномовних становила 0,2 % від усіх жителів.
За віковим діапазоном населення розподілялося таким чином: 22,7 % — особи молодші 18 років, 66,6 % — особи у віці 18—64 років, 10,7 % — особи у віці 65 років та старші. Медіана віку мешканця становила 40,1 року. На 100 осіб жіночої статі у селищі припадало 91,6 чоловіків;  на 100 жінок у віці від 18 років та старших — 91,0 чоловіків також старших 18 років.
Середній дохід на одне домашнє господарство  становив 64 816 доларів США (медіана — 58 021), а середній дохід на одну сім'ю — 77 079 доларів (медіана — 63 750). Медіана доходів становила 51 250 доларів для чоловіків та 50 521 долар для жінок. За межею бідності перебувало 13,6 % осіб, у тому числі 18,6 % дітей у віці до 18 років та 8,2 % осіб у віці 65 років та старших.
Цивільне працевлаштоване населення становило 201 особа. Основні галузі зайнятості: освіта, охорона здоров'я та соціальна допомога — 40,8 %, виробництво — 10,4 %, будівництво — 9,5 %.